# American Society for the Prevention of Cruelty to Animals
 (octobre 2024).
L’American Society for the Prevention of Cruelty to Animals ou ASPCA (en français : « Société américaine pour la prévention de la cruauté envers les animaux »), est une association à but non lucratif américaine fondée le 10 avril 1866 à New York.

## Historique
L'American Society for the Prevention of Cruelty to Animals est fondée le 10 avril 1866 à New York.

## Dirigeants
| Henry Bergh             | 1866–1888         |
| N. P. Hosack            | 1868–1877         |
| Thomas W. Hartfield     | 1873–1882         |
| Charles H. Hankinson    | 1882–1907         |
| William K. Horton       | 1907–1929         |
| William E. Bevan        | 1929–1937         |
| Eugene Berlinghoff      | 1935–1953         |
| Warren W. McSpadden     | 1953–1958         |
| Arthur L. Amundsen      | 1958–1961         |
| William Mapel           | 1960–1972         |
| Encil E. Rains          | 1972–1977         |
| Duncan Wright           | 1977–1978         |
| John F. Kullberg, Ed.D. | 1978–1991         |
| Roger A. Caras          | 1991–1998         |
| Larry M. Hawk, D.V.M.   | 1999–2003         |
| Edwin J. Sayres         | 2003– 31 mai 2013 |
| Matthew E. Bershadker   | 1er juin 2013 -   |

| Henry Bergh            | 1866–1888 |
| Henry Bergh Jr.        | 1888–1889 |
| John P. Haines         | 1889–1906 |
| Alfred Wagstaff        | 1906–1921 |
| Frank K. Sturgis       | 1921–1931 |
| George M. Woolsey      | 1931–1937 |
| Alexander S. Webb      | 1937–1947 |
| John D. Beals, Jr.     | 1947–1952 |
| Hugh E. Paine          | 1952–1955 |
| William A. Rockefeller | 1955–1963 |
| James H. Jenkins       | 1963–1969 |
| John F. Thompson Jr.   | 1969–1971 |
| Charles S. Haines      | 1971–1973 |
| Alastair B. Martin     | 1973–1976 |
| Louis F. Bishop III    | 1976–1979 |
| Marvin Schiller        | 1979–1981 |
| George W. Gowen        | 1981–1983 |
| Thomas N. McCarter III | 1983–1995 |
| James F. Stebbins      | 1995–1997 |
| Steven M. Elkman       | 1997–2003 |
| Hoyle C. Jones         | 2003–     |